# Andreas Wellinger
Andreas Wellinger (Ruhpolding, 1995. augusztus 28. –) olimpiai bajnok német síugró, 2012 óta a Síugró-világkupa tagja.

## Karrierje
2012-ben debütált a világkupán Lillehammerben és az első ugrósorozatot az élen zárta. A második sorozatban az ötödik helyen zárt az első versenyén. Több dobogóval és egy összetett huszadik hellyel zárta az évet. Megnyerte a 2013-as nyári Grand Prix-sorozatot, majd 2014-ben a világkupán is megszerezte első győzelmét Wisłában. Ezután a 2014-es téli olimpián a német csapattal aranyérmet nyert. Az év vége rosszul alakult számára, Rukában az elugrása után elveszítette az egyensúlyát és bukott, így a szezon többi részét kulcscsonttörés miatt ki kellett hagynia. A következő évben javult a formája, de az igazi áttörésre 2017-ig kellett várni, amikor is Willingenben megszerezte második világkupa győzelmét. Innentől kezdve az év az ő és Stefan Kraft harcáról szólt, amiben Wellinger nagyrészt alulmaradt. Ettől függetlenül több dobogót is szerzett, de az összetettben nem tudott dobogóra állni, csak a negyedik lett.

## Világkupa eredményei

### Szezon végi helyezései
| Szezon  | Összetett | Négysánc | Sírepülés | Willingen Five | Raw Air | Planica 7 |
| ------- | --------- | -------- | --------- | -------------- | ------- | --------- |
| 2012/13 | 20.       | 9.       | 45.       |                |         |           |
| 2013/14 | 9.        | 10.      | 12.       |                |         |           |
| 2014/15 | 35.       | –        | –         |                |         |           |
| 2015/16 | 17.       | 12.      | –         |                |         |           |
| 2016/17 | 4.        | 22.      | 2.        |                | 3.      |           |
| 2017/18 | 6.        | 2.       | 26.       | 5.             | 19.     | 24.       |
| 2018/19 | 18.       | 31.      | 12.       | 19.            | 33.     | 25.       |

### Győzelmei
| #  | Szezon  | Dátum             | Helyszín        | Sánc                    |
| -- | ------- | ----------------- | --------------- | ----------------------- |
| 1. | 2013/14 | 2014. január 16.  | Wisła           | Malinka HS134           |
| 2. | 2016/17 | 2017. január 29.  | Willingen       | Mühlenkopfschanze HS145 |
| 3. | 2017/18 | 2017. december 3. | Nyizsnyij Tagil | Tramplin Stork HS134    |

## Fordítás
- Ez a szócikk részben vagy egészben  az   Andreas Wellinger című angol Wikipédia-szócikk fordításán alapul.  Az eredeti cikk szerkesztőit annak laptörténete sorolja fel. Ez a jelzés csupán a megfogalmazás eredetét és a szerzői jogokat jelzi, nem szolgál a cikkben szereplő információk forrásmegjelöléseként.